# Elassorhis laterospinata
Elassorhis laterospinata is een zeespin uit de familie Ammotheidae. De soort behoort tot het geslacht Elassorhis. Elassorhis laterospinata werd in 1982 voor het eerst wetenschappelijk beschreven door Child. 